# Tranvía Antiguo de Alicante
El servicio de tranvías de Alicante fue un servicio en funcionamiento desde el siglo XIX hasta el siglo XX. Fue inaugurado en 1893 y suprimido en 1969.

## Fechas
- 1893: El servicio de tranvías empieza en Alicante, primero con tracción animal y posteriormente con tracción a vapor.

- 1924: Se emprendió la electrificación de la red, a cargo de la empresa Transportes Eléctricos, S.A., financiada por el Banco de Vizcaya.

- 1940: En el siglo XX la ciudad de Alicante contaba con una extensa red de tranvías como la mayoría de ciudades españolas. Esta red llegó a contar con 8 líneas que conectaban el centro de la ciudad con los barrios más alejados y con las poblaciones vecinas de San Vicente, San Juan y Muchamiel.

- 1969: El servicio desapareció, siendo sustituido por autobuses.

- 1999, 30 años más tarde, se reintrodujo el servicio en la ciudad como un moderno metro-ligero bajo la marca comercial de TRAM Metropolitano de Alicante.

## Plano de las líneas en 1940
| Tranvía Alicante 1940 | Tranvía Alicante 1940 | Tranvía Alicante 1940 | Tranvía Alicante 1940 | Tranvía Alicante 1940 | Tranvía Alicante 1940 | Tranvía Alicante 1940 | Tranvía Alicante 1940 | Tranvía Alicante 1940 | Tranvía Alicante 1940 | Tranvía Alicante 1940 | Tranvía Alicante 1940 | Tranvía Alicante 1940 | Tranvía Alicante 1940 | Tranvía Alicante 1940 | San Vicente 3 | San Vicente 3      | San Vicente 3 | San Vicente 3 | San Vicente 3 | San Vicente 3 | San Vicente 3 |  |                      |                      |                      | Muchamiel 4          | Muchamiel 4          | Muchamiel 4          | Muchamiel 4          | Muchamiel 4          | Muchamiel 4          |                      |                      |             |             |             |  |       |       |  |
| Longitud:             | Longitud:             | Longitud:             | Longitud:             | Longitud:             | Longitud:             | 32 km                 | 32 km                 | 32 km                 | 32 km                 | 32 km                 | 32 km                 | 32 km                 | 32 km                 | 32 km                 |               |                    |               |               |               |               |               |  |                      |                      |                      | Plaza Generalísimo   | Plaza Generalísimo   | Plaza Generalísimo   | Plaza Generalísimo   | Plaza Generalísimo   | Plaza Generalísimo   |                      |                      |             |             |             |  |       |       |  |
| Ancho de vía:         | Ancho de vía:         | Ancho de vía:         | Ancho de vía:         | Ancho de vía:         | Ancho de vía:         | 1000 mm               | 1000 mm               | 1000 mm               | 1000 mm               | 1000 mm               | 1000 mm               | 1000 mm               | 1000 mm               | 1000 mm               |               |                    |               |               |               |               |               |  |                      |                      |                      | Barrio Cervantes     | Barrio Cervantes     | Barrio Cervantes     | Barrio Cervantes     | Barrio Cervantes     | Barrio Cervantes     |                      |                      |             |             |             |  |       |       |  |
| Ciudad:               | Ciudad:               | Ciudad:               | Ciudad:               | Ciudad:               | Ciudad:               | Alicante              | Alicante              | Alicante              | Alicante              | Alicante              | Alicante              | Alicante              | Alicante              | Alicante              |               |                    |               |               |               |               |               |  |                      |                      |                      |                      |                      |                      |                      |                      |                      |                      |                      |             |             |             |  |       |       |  |
| País:                 | País:                 | País:                 | País:                 | País:                 | País:                 | España                | España                | España                | España                | España                | España                | España                | España                | España                |               |                    |               |               |               |               |               |  |                      |                      | Depósito de tranvías | Depósito de tranvías | Depósito de tranvías | Depósito de tranvías | Depósito de tranvías | Depósito de tranvías |                      |                      |                      |             |             |             |  |       |       |  |
| Aviación              | Aviación              | Aviación              | Aviación              | Aviación              | Aviación              | Aviación              | Aviación              | Aviación              | Aviación              | Aviación              | Aviación              | Aviación              | Aviación              | Aviación              | Aviación      | Aviación           | Aviación      | Aviación      | Aviación      | Aviación      | Aviación      |  |                      |                      |                      | San Juan: Rambla     | San Juan: Rambla     | San Juan: Rambla     | San Juan: Rambla     | San Juan: Rambla     | San Juan: Rambla     |                      |                      |             |             |             |  |       |       |  |
|                       |                       |                       |                       |                       |                       |                       |                       |                       |                       |                       |                       |                       |                       |                       |               |                    |               |               |               |               |               |  | Carolinas            | Carolinas            | Carolinas            | Carolinas            | Santa Faz            | Santa Faz            | Santa Faz            | Santa Faz            | Santa Faz            |                      |                      |             |             |             |  |       |       |  |
|                       |                       |                       |                       |                       |                       |                       |                       |                       |                       |                       |                       |                       |                       |                       |               | Ciudad Jardín      |               |               |               |               |               |  |                      |                      |                      |                      |                      |                      |                      |                      |                      |                      |                      |             |             |             |  |       |       |  |
| Florida Cementerio    | Florida Cementerio    | Florida Cementerio    | Florida Cementerio    | Florida Cementerio    | Florida Cementerio    | Florida Cementerio    | Florida Cementerio    | Florida Cementerio    | Florida Cementerio    |                       |                       |                       |                       |                       |               |                    |               |               |               |               |               |  | 2                    |                      |                      |                      |                      |                      |                      |                      |                      |                      |                      |             |             |             |  |       |       |  |
|                       |                       |                       |                       |                       |                       |                       |                       |                       |                       |                       |                       |                       |                       |                       |               |                    |               |               |               |               |               |  |                      |                      |                      | Vista Hermosa        |                      |                      |                      |                      |                      |                      |                      |             |             |             |  |       |       |  |
|                       |                       | 7                     |                       |                       |                       |                       |                       |                       |                       |                       |                       |                       |                       |                       |               |                    |               |               |               |               |               |  |                      |                      |                      | Barrio Obrero        | Barrio Obrero        | Barrio Obrero        | Barrio Obrero        | Barrio Obrero        | Barrio Obrero        |                      |                      |             |             |             |  |       |       |  |
|                       |                       |                       |                       |                       |                       |                       |                       |                       |                       |                       |                       |                       |                       |                       |               | Barrio Los Ángeles |               |               |               |               |               |  |                      |                      |                      |                      |                      |                      |                      |                      |                      |                      |                      |             |             |             |  |       |       |  |
|                       |                       |                       |                       |                       |                       |                       |                       |                       |                       |                       |                       |                       |                       |                       |               |                    |               |               |               |               |               |  |                      |                      |                      |                      |                      |                      |                      |                      |                      |                      |                      |             |             |             |  |       |       |  |
|                       |                       |                       |                       |                       |                       |                       |                       |                       |                       |                       |                       |                       |                       |                       |               |                    |               |               |               |               |               |  |                      |                      |                      |                      |                      | 6 Pla Hospital       |                      |                      |                      |                      |                      |             |             |             |  |       |       |  |
|                       |                       |                       |                       |                       |                       | Madrid                | Madrid                | Madrid                | Madrid                | Madrid                | Madrid                |                       |                       |                       |               |                    |               |               |               |               |               |  |                      |                      | Fábrica Tabacos      | Fábrica Tabacos      | Fábrica Tabacos      | Fábrica Tabacos      | Fábrica Tabacos      | Fábrica Tabacos      | Fábrica Tabacos      | Fábrica Tabacos      | Fábrica Tabacos      |             |             |             |  |       |       |  |
|                       |                       |                       |                       |                       |                       |                       |                       |                       |                       |                       |                       |                       |                       |                       |               |                    |               |               |               |               |               |  |                      |                      | Plaza de España      |                      |                      |                      |                      |                      |                      |                      |                      |             |             |             |  |       |       |  |
|                       |                       |                       |                       |                       |                       |                       |                       |                       |                       |                       |                       |                       | 5 San Blas            |                       |               |                    |               |               |               |               |               |  |                      |                      |                      |                      |                      |                      |                      |                      |                      |                      |                      |             |             |             |  |       |       |  |
|                       |                       |                       |                       |                       |                       |                       |                       |                       |                       |                       |                       |                       |                       |                       |               |                    |               |               |               |               |               |  | Comand. G. C. Costas |                      |                      |                      |                      |                      |                      |                      |                      |                      |                      |             |             |             |  |       |       |  |
|                       |                       |                       |                       |                       |                       |                       | Estación              |                       |                       |                       |                       |                       |                       |                       |               |                    |               |               |               |               |               |  |                      |                      |                      |                      |                      |                      |                      |                      |                      |                      |                      |             |             |             |  |       |       |  |
|                       |                       |                       |                       |                       |                       |                       | MZA ↓                 | MZA ↓                 | MZA ↓                 | MZA ↓                 | MZA ↓                 | MZA ↓                 |                       | 7                     |               |                    |               |               |               |               |               |  | Mercado              | Mercado              | Mercado              | Mercado              | Mercado              | Mercado              | Mercado              | Mercado              | Mercado              | Mercado              | Mercado              |             |             |             |  |       |       |  |
|                       |                       |                       |                       |                       |                       |                       |                       |                       |                       |                       |                       |                       |                       |                       |               |                    |               |               |               |               |               |  | Mercado              |                      |                      |                      |                      |                      |                      |                      |                      |                      |                      |             |             |             |  |       |       |  |
|                       |                       |                       |                       |                       |                       |                       |                       |                       |                       |                       |                       |                       |                       |                       |               | ↑ Luceros          | ↑ Luceros     | ↑ Luceros     | ↑ Luceros     |               |               |  | Gobierno Militar     | Gobierno Militar     | Gobierno Militar     | Gobierno Militar     | Gobierno Militar     | Gobierno Militar     | Gobierno Militar     | Gobierno Militar     | Gobierno Militar     | Gobierno Militar     | Gobierno Militar     |             |             |             |  |       |       |  |
|                       |                       |                       |                       |                       |                       |                       |                       |                       |                       |                       |                       |                       |                       |                       |               |                    |               |               |               |               |               |  | Duque Zaragoza       |                      |                      |                      |                      |                      |                      |                      |                      |                      |                      |             |             |             |  |       |       |  |
|                       |                       | ↑                     |                       |                       |                       | 1 Benalúa             | 1 Benalúa             | 1 Benalúa             | 1 Benalúa             |                       |                       |                       |                       |                       |               |                    |               |               |               |               |               |  | 2 3 4                | 2 3 4                | 2 3 4                | 2 3 4                | 2 3 4                | 2 3 4                | 2 3 4                | 2 3 4                | 2 3 4                | 2 3 4                | 2 3 4                |             |             |             |  |       |       |  |
|                       |                       | Cocheras              | Cocheras              | Cocheras              |                       |                       |                       |                       |                       |                       |                       |                       |                       |                       |               |                    | Gabriel       | Gabriel       | Gabriel       |               |               |  | 5 6 7                | 5 6 7                | 5 6 7                | 5 6 7                | 5 6 7                | 5 6 7                | 5 6 7                | 5 6 7                | 5 6 7                | 5 6 7                | 5 6 7                |             |             |             |  |       |       |  |
|                       |                       |                       |                       |                       |                       |                       |                       |                       |                       |                       | Av. Dr. Gadea         | Av. Dr. Gadea         | Av. Dr. Gadea         | Av. Dr. Gadea         | Av. Dr. Gadea |                    | Miró          | Miró          | Miró          |               |               |  | ↓ Plaza Generalísimo | ↓ Plaza Generalísimo | ↓ Plaza Generalísimo | ↓ Plaza Generalísimo | ↓ Plaza Generalísimo | ↓ Plaza Generalísimo | ↓ Plaza Generalísimo | ↓ Plaza Generalísimo | ↓ Plaza Generalísimo | ↓ Plaza Generalísimo | ↓ Plaza Generalísimo |             |             |             |  |       |       |  |
|                       |                       |                       | Estación FFAA ↓       | Estación FFAA ↓       | Estación FFAA ↓       | Estación FFAA ↓       | Estación FFAA ↓       | Estación FFAA ↓       |                       |                       |                       |                       |                       |                       | 1             |                    |               |               |               |               |               |  |                      |                      |                      | Barón v. Knobloch    | Barón v. Knobloch    | Barón v. Knobloch    | Barón v. Knobloch    | Barón v. Knobloch    | Barón v. Knobloch    | Estación de          | Estación de          | Estación de | Estación de | Estación de |  |       |       |  |
|                       |                       |                       |                       |                       |                       |                       |                       |                       |                       |                       |                       |                       |                       |                       |               |                    |               |               |               |               |               |  |                      |                      |                      | 1 2 3 4 5 6 7        | 1 2 3 4 5 6 7        | 1 2 3 4 5 6 7        | 1 2 3 4 5 6 7        | 1 2 3 4 5 6 7        |                      | ↓ La Marina          | ↓ La Marina          | ↓ La Marina | ↓ La Marina |             |  | Denia | Denia |  |
| Murcia                |                       |                       |                       |                       |                       |                       |                       |                       |                       |                       |                       |                       |                       |                       |               |                    |               |               |               |               |               |  |                      |                      |                      |                      |                      |                      |                      |                      |                      |                      |                      |             |             |             |  |       |       |  |
|                       |                       |                       |                       |                       |                       |                       |                       |                       |                       |                       |                       |                       |                       |                       |               |                    |               |               |               |               |               |  |                      |                      |                      |                      |                      |                      |                      |                      |                      |                      |                      |             |             |             |  |       |       |  |
|                       | Playa del Babel       | Playa del Babel       | Playa del Babel       | Playa del Babel       | Playa del Babel       |                       |                       |                       |                       |                       |                       |                       |                       | PUERTO                | PUERTO        | PUERTO             | PUERTO        |               |               |               |               |  |                      |                      |                      | Playa del Postiguet  | Playa del Postiguet  | Playa del Postiguet  | Playa del Postiguet  | Playa del Postiguet  | Playa del Postiguet  |                      |                      |             |             |             |  |       |       |  |
|                       |                       |                       |                       |                       |                       |                       |                       |                       |                       |                       |                       |                       |                       |                       |               |                    |               |               |               |               |               |  |                      |                      |                      |                      |                      |                      |                      |                      |                      |                      |                      |             |             |             |  |       |       |  |
|                       |                       |                       |                       |                       |                       |                       |                       |                       |                       |                       |                       |                       |                       |                       |               |                    |               |               |               |               |               |  |                      |                      |                      |                      |                      |                      |                      |                      |                      |                      |                      |             |             |             |  |       |       |  |